# Angarotipula rubzovi
Angarotipula rubzovi är en tvåvingeart som först beskrevs av Evgenyi Nikolayevich Savchenko 1961.  Angarotipula rubzovi ingår i släktet Angarotipula och familjen storharkrankar. Inga underarter finns listade i Catalogue of Life.